# Калиновка (Ореховский район)
Калиновка (укр. Калинівка, до 2016 г. — Калинина) — посёлок,
Счастливский сельский совет,
Ореховский район,
Запорожская область,
Украина.
Код КОАТУУ — 2323987902. Население по переписи 2001 года составляло 208 человек.

## Географическое положение
Посёлок Калиновка находится на расстоянии в 1 км от села Трудолюбовка и в 2-х км от села Новомихайловка.

## История
- 1917 год — дата основания села.
- В 1920-х (?) годах село было переименовано в Калинина в честь "всесоюзного старосты" СССР М. И. Калинина.
- В мае 2016 года постановлением № 1353-VIII[2] название села было «декоммунизировано»[3][4] ВРУ и переименовано ими в село Калиновка.